# Luis de Usoz
Luis de Usoz y Río (Chuquisaca, provincia de Charcas, virreinato del Perú, 13 de noviembre de 1805-Madrid, 17 de septiembre de 1865) fue un hebraísta y erudito español.

## Biografía
Descendía de una antigua familia navarra y era hijo de un jurisconsulto que había sido oidor en Indias, José Agustín de Usoz y de María Antonia de Río y Arnedo, una de las primeras traductoras españolas. Su hermano, Santiago Usoz, también fue filólogo y catedrático de griego en la Universidad de Salamanca. Luis estudió humanidades y derecho en la Universidad Complutense. Se quedó pronto huérfano, pues su madre murió en 1813 y su padre en 1820. En 1823 se batió en duelo, según sabemos por una carta de su hermano.
Francisco Pascual Orchell y Ferrer, el famoso arcediano de Tortosa, le enseñó el hebreo en el Colegio de San Isidro en Madrid. Usoz llegó a regentar la cátedra de este idioma en la Universidad de Valladolid siendo aún muy joven. Tuvo por condiscípulo al hebraísta Antonio García Blanco, quien dejó constancia de las dificultades que tuvieron que atravesar Usoz y él para poder conseguir buenos libros para aprender la lengua. Se conservan los apuntes de Usoz en la Biblioteca Nacional de Madrid.

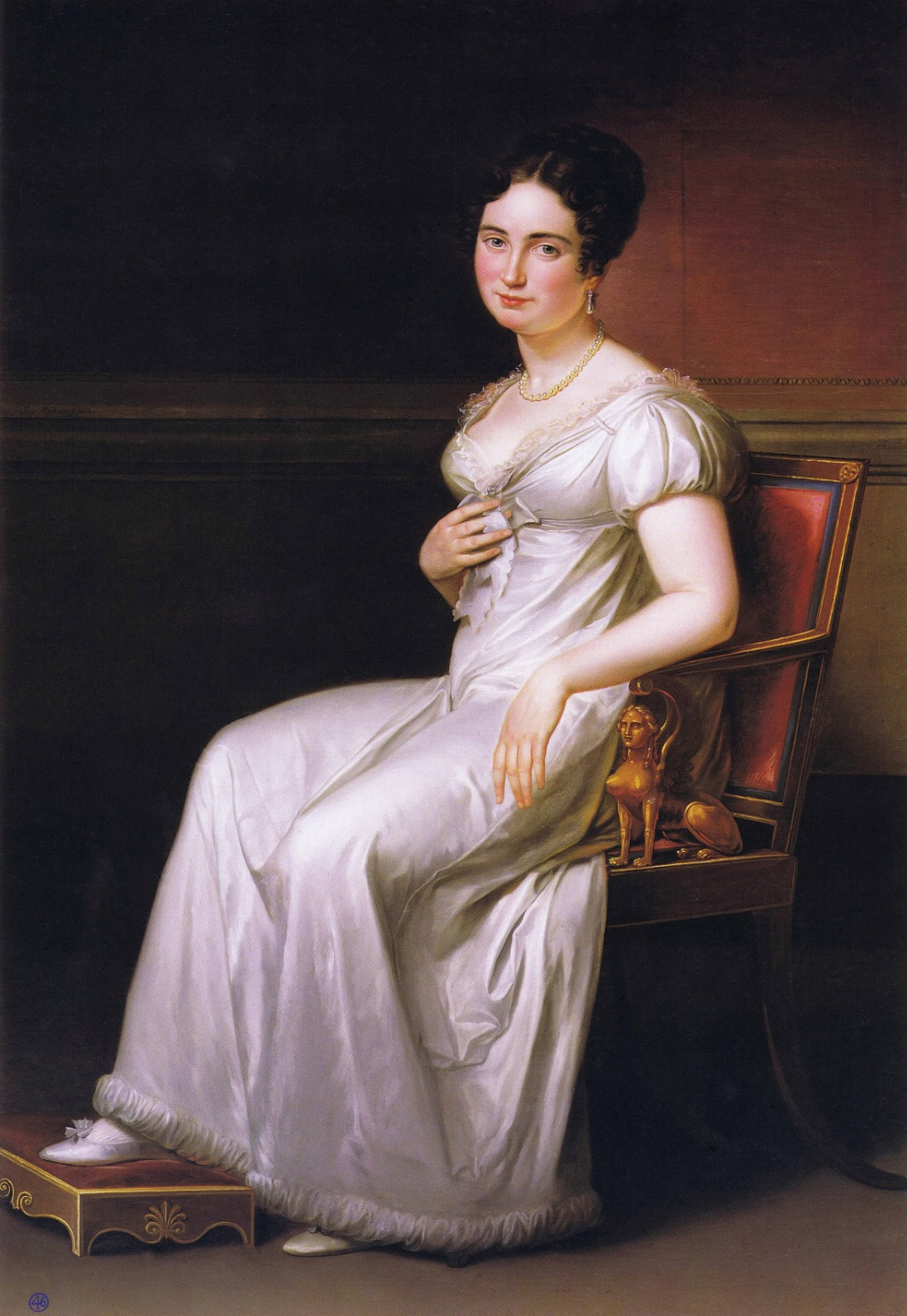
Retrato de María Sandalia de Acebal (1820) por José de Madrazo. Colección particular.

En Italia, Luis de Usoz fue colegial de San Clemente, en Bolonia, y allí perfeccionó sus conocimientos filológicos por el trato con el políglota Giuseppe Mezzofanti, a la sazón bibliotecario en Bolonia, y Michelangelo Lanci. Viajó en cuatro ocasiones a Roma y estuvo también en Pompeya. De vuelta a España en 1835, contrajo matrimonio con María Sandalia de Acebal y Arratia, quien le hizo poseedor de una riquísima herencia, la cual, unida a la no escasa fortuna que Usoz poseía ya, le habilitó desde entonces para dar rienda suelta a sus apetitos bibliográficos y reunir una colección tal que entonces pareció de las primeras y que pasó íntegra después de su muerte a la Biblioteca Nacional de Madrid, por donación de su viuda en 1873, bajo la signatura U de Usoz.
Muy aficionado a la lectura de la Biblia en sus textos originales, mantenía sus creencias cristianas sin afiliarse al espíritu radicalmente católico de la época, el cual condenaba y abominaba. La psiquis independiente y el espíritu autónomo de Usoz se reflejan en su disertación para el doctorado, el cual tuvo por tema Un concilio general tiene más autoridad que el Papa, lo que al parecer provocó en un cardenal asistente el comentario de que había defendido muy bien una tesis muy mala. Ese carácter independiente y contestatario se reflejaba incluso en su misma ortografía, la cual es fonética al margen de las imposiciones de la Real Academia Española.
Luis de Usoz conocía bien el griego y el hebreo y escribió alguna poesía de tema sobre todo religioso. Existen versos y artículos suyos insertos en El Artista. Usoz fue redactor de El Español en 1836 y también escribió en el Observatorio Pintoresco en 1837. Ese mismo año fue invitado a ocupar la cátedra de hebreo en el Ateneo de Madrid, donde protagonizó lo que en la institución se conoció como el incidente de Usoz, que le obligó a renunciar a las clases. Lo recordaba en sus memorias su condiscípulo Antonio María García Blanco, que se encontraba de incógnito entre la «multitud de jóvenes [...] que presenciaron el espectáculo de Usoz, la noche que dio la primera conferencia de Hebreo y puso en el encerado el alephato, como él decía, con las 21 letras, después de haber dicho que eran 22 y en que por más vueltas que le dio no pudo dar con la que faltaba». Por esos años estudia con gran ardor todo tipo de lenguas, de las cuales llegó a aprender bastante bien el caló, el vasco, el inglés y el griego. Hace mucha amistad con el catedrático de árabe del Ateneo, Serafín Estébanez Calderón, por su común afición a la literatura y al Romancero (Usoz hizo una gran colección de pliegos sueltos que pasó a la Biblioteca Nacional).
A partir de 1840, Usoz empieza a abandonar sus amistades, a dejar la vida social y a recluirse en su casa; entonces sube muchos escalones en su heterodoxia. Esta evolución cabe atribuirla a la lectura de la Apología de Robert Barclay traducida por Félix Antonio de Alvarado, pues quiso conocer algo de la doctrina cuáquera y viajó a Londres en 1839, provisto de una carta de recomendación del escritor e hispanista George Borrow, a quien había ayudado en sus viajes por España, para J. Forster, uno de los principales miembros de la Sociedad de los Amigos. Allí simpatizó con Benjamin B. Wiffen, de Woburn, hermano de Jeremiah Holmes Wiffen, el traductor de Garcilaso, ya fallecido, y algo conocedor de las literaturas española e italiana, y le convenció para editar juntos una Colección de Reformistas Antiguos Españoles que recuperara las obras olvidadas de los protestantes y disidentes de la fe católica en España.
Sin embargo, se dice que el primer libro que editó Usoz fue un cancionero humorístico, indecente y procaz que existía en el Museo Británico, el Cancionero de burlas provocantes a risa (Valencia, 1519), el cual incluye el famoso Pleito del manto y la Carajicomedia. Lo reimprimió elegantísimamente en casa de Pickering, en 1841. Después empezó su Biblioteca de Reformistas con el Carrascón, libro que él poseía y que había mostrado a Wiffen en una fonda de Sevilla, inflamando con él los deseos de su amigo para colaborar en aquella obra. Al frente de este primer volumen estampó Usoz un largo prólogo a modo de manifiesto de sus opiniones religiosas donde reclama absoluta tolerancia en materias religiosas: «Pruébense todas las cosas y reténgase lo que es bueno, no se apague el Espíritu.»
El cristianismo de Usoz se reduce a la luz interior de los cuáqueros, al «puro y sencillo espíritu cristiano sin mezcla de espíritu jerárquico y papal». «Consiste el cristianismo» -añade Usoz- «no en una religión que ata y fuerza a seguir un sistema especial o que obliga a adoptar este o el otro credo, sino en creer y profesar todas aquellas palabras que tenemos en el Testamento Nuevo, como expresamente pronunciadas por Jesucristo mismo, y en seguir todo aquel conjunto de sus acciones y divina vida que nos dejó por ejemplo».
En el prólogo de la Imagen del anticristo reconoce Usoz por única regla de fe «la luz de la Biblia, el espíritu perdido y obtenido». Usoz no es filósofo y aborrece la filosofía: «Cristo no enseñó metafísica ni constituyó sistemas», dice en el prólogo de las Artes de la Inquisición. Con esa idea, luchó a brazo partido para introducir biblias protestantes en España y colaboró de todas las formas posibles en la propagación de este género, a veces incluso difundiendo las revistas protestantes en castellano, las cuales redactaba su amigo Juan Calderón en Londres, El Catolicismo Neto y su sucesora, El Examen Libre. Sus libros predilectos son los pietistas protestantes, los unitarios, los cuáqueros, los independientes: Gurney, Jonatás Dymond, Channing. Repetidas veces, se declara partidario de los principios de Charles James Fox, y tradujo la Carta de Guillermo Penn al rey de Polonia en nombre de los cuáqueros de Danzig.
En pos del Carrascón imprimió Wiffen la Epístola consolatoria, que había comprado para Usoz en la librería del canónigo Riego, tirando sólo 150 ejemplares, y así fueron volviendo a la luz una tras otra, por esfuerzo y diligencia de ambos amigos, todas las obras de Juan de Valdés, Cipriano de Valera, Juan Pérez de Pineda, Francisco de Encinas, Constantino Ponce de la Fuente y otros. Para ello utilizó ejemplares de su propiedad, pero también adquiridos por él afanosamente en Londres, en Edimburgo, en París, en Lisboa, en Augsburgo, en Ámsterdam, en todos los mercados de libros de Europa. Otros fueron copiados por filólogos tan autorizados como Juan Calderón y Benjamín Barron Wiffen de manuscritos del Museo Británico o del Trinity College, de Cambridge, o de bibliotecas de particulares ingleses.
Luis de Usoz no sólo corrigió los textos y los exornó de prólogos e introducciones, sino que volvió a lengua castellana alguna de estas obras, publicadas por primera vez en latín, en inglés o en italiano; así las Ciento diez consideraciones, el Alfabeto cristiano, las Artes de la Inquisición, o el Español reformado, de Juan de Nicolás y Sacharles. Investigó cuanto pudo de las vidas de sus autores; anotó las variantes, si las ediciones eran diversas; siguió la pista a los anónimos, a las rapsodias y a las traducciones; añadió documentos, compuso fechas, mejoró hasta tres veces la lección de una misma obra y dejó verdaderos monumentos de ediciones críticas, como la del Diálogo de la lengua de Juan de Valdés.
En 1848 comenzó sus trabajos con el Carrascón, y en 1865, pocos meses antes de su muerte, los acabó con la Muerte de Juan Díaz: veinte volúmenes en todo, sin contar el Diálogo de la lengua, y el Cervantes vindicado, de Juan Calderón, otro monumento para el cervantismo. Para envolver esas obras tan despreciadas por la cultura oficial desplegó una gran esplendidez tipográfica hasta entonces desconocida en España, sirviéndole primero las prensas de Martín Alegría en Madrid (ex aedibus Laetitiae), y luego las de Spottiswoode, en Londres. En el frontis de algunos volúmenes estampó estas palabras: Para bien de España. En otros se tituló Amante de toda especie de libertad cristiana: Omnigenae christianae libertatis amator.
El trabajo de la colección es todo suyo; sólo la Epístola consolatoria fue costeada e ilustrada por Wiffen, quien tradujo, además, al inglés el Alfabeto cristiano. En los restantes libros no tuvo más empleo que el de copista y agente de librería por cuenta de Usoz. Muertos uno y otro, Edward Boehmer, de Estrasburgo, continuó esta Biblioteca e imprimió al menos cuatro tomos más de Juan de Valdés y de Constantino Ponce de la Fuente.
Obras originales de Usoz son su traducción de Isaías, hecha directamente del hebreo conforme al texto de Van-der-Hoodt (1865), la cual le acredita no sólo de hebraizante, sino de conocedor profundo de la lengua castellana, y el folleto titulado Un español en la Biblia y lo que puede enseñarnos, encaminado a ponderar los beneficios de la tolerancia con el ejemplo de Junio Galión, hijo de Séneca el Retórico, propretor de Acaya y juez de San Pablo. Dejó preparados muchos materiales para una Historia de la Reforma en España y aun escrito en parte el primer capítulo; pero estos y otros proyectos suyos vino a atajarlos de improviso su muerte el 17 de septiembre de 1865.
Se trata de una colección muy cuidada gracias a que utilizó en Londres los servicios como copista de otro filólogo, el helenista exfranciscano manchego emigrado Juan Calderón. Su interés por los autores del Renacimiento y Siglo de Oro, por los estudios bíblicos y sobre todo por la recuperación de los autores heterodoxos le llevó a reunir una colección única para el estudio del protestantismo en España, la cual aprovechó Marcelino Menéndez Pelayo, el primero de sus biógrafos, para realizar su obra Historia de los heterodoxos españoles.

## Obras
- Cancionero de obras de burlas provocantes a risa (1841) como editor
- Proyecto de Constitución de la Junta de las Comunidades de Castilla (1842)
- Colección de Reformistas Antiguos Españoles, primer volumen: el Carrascón en 1848, y 20 volúmenes adicionales hasta su muerte
- Lo que pasa en un torno de monjas, comedia de 1851?
- Un Español en la Biblia y lo que puede enseñarnos
- Cervantes vindicado en ciento y quince pasajes, de Juan Calderón, como editor, en 1854
- Vida de D. Juan Calderón (1855)
- Diálogo de la lengua de Juan de Valdés, como editor, en 1860
- Muerte de Juan Díaz 1860
- Traducción del Libro de Isaías del hebreo a partir del texto de Van-der-Hoodt (1865)